# Yang di-Pertua Negeri von Malakka

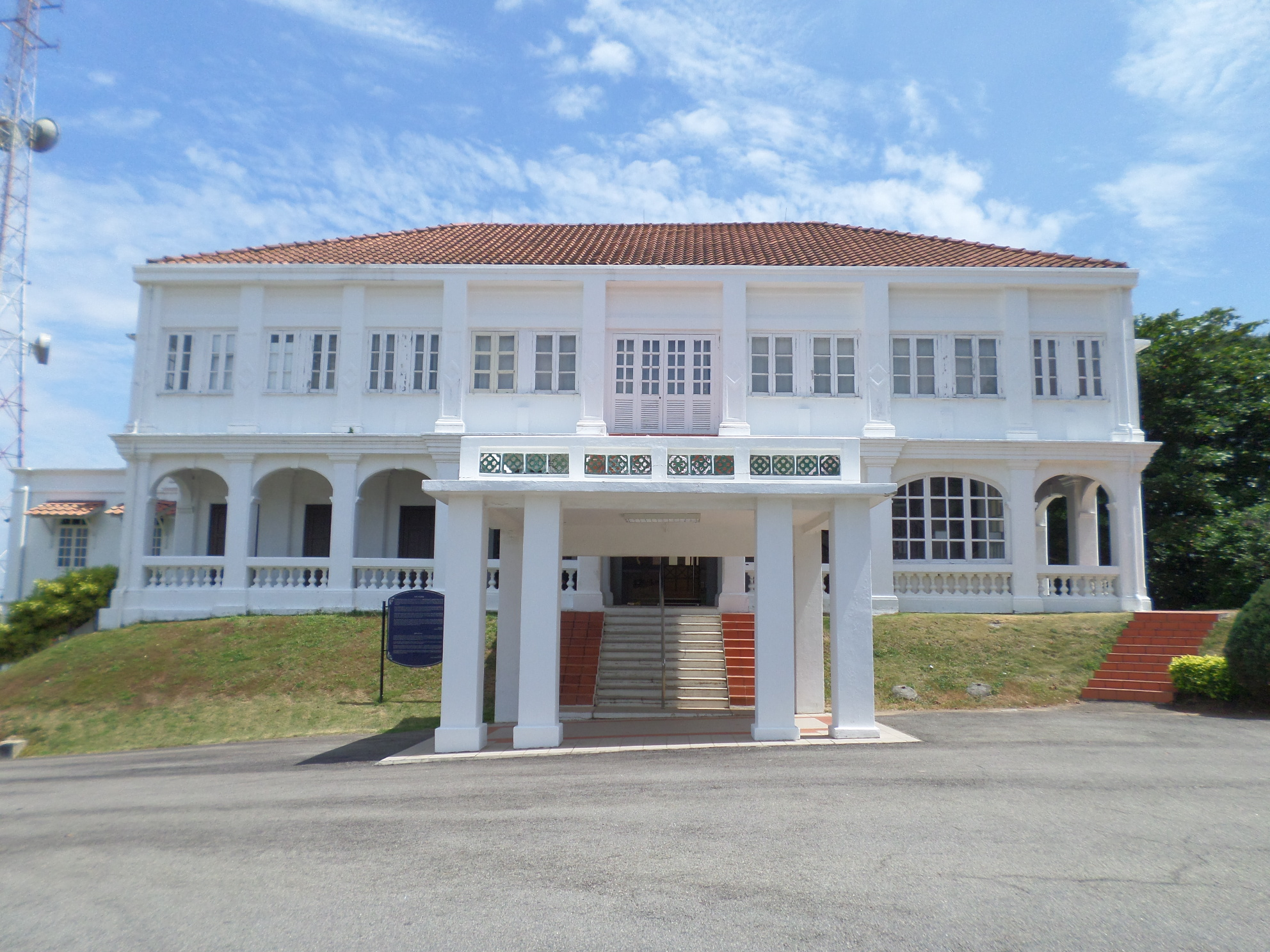
Ehemalige Residenz des Yang di-Pertua Negeri von Malakka von 1957 bis 1996. Heute beherbergt es das Governors Museum

Yang di-Pertua Negeri von Malakka ist der offizielle Titel des Gouverneurs von Malakka. Hierbei handelt es sich um das zeremonielle Staatsoberhaupt des malaysischen Bundesstaates Malakka. Die Anrede lautet Tuan Yang Terutama (TYT) (Deutsch: Ihre Exzellenz). Der Titel wurde am 31. August 1957 eingeführt.
Aktueller Amtsinhaber ist Mohd Khalil Yaakob.

## Liste der Amtsinhaber
Dies sind die bisherigen Amtsinhaber:
| № | Yang di-Pertua Negeri              | Amtszeit      | Amtszeit      | Amtszeit |
| № | Yang di-Pertua Negeri              | von           | bis           | Tage     |
| - | ---------------------------------- | ------------- | ------------- | -------- |
| 1 | Leong Yew Koh                      | 31. Aug. 1957 | 30. Aug. 1959 | 0729     |
| 2 | Abdul Malek Yusuf                  | 31. Aug. 1959 | 30. Aug. 1971 | 4382     |
| 3 | Abdul Aziz Abdul Majid             | 31. Aug. 1971 | 9. Mai 1975   | 1347     |
| 4 | Syed Zahiruddin Syed Hassan        | 23. Mai 1975  | 30. Nov. 1984 | 3479     |
| 5 | Syed Ahmad Syed Mahmud Shahabuddin | 4. Dez. 1984  | 3. Juni 2004  | 7121     |
| 6 | Mohd Khalil Yaakob                 | 4. Juni 2004  |               | 7580     |